# 愛知県水産試験場

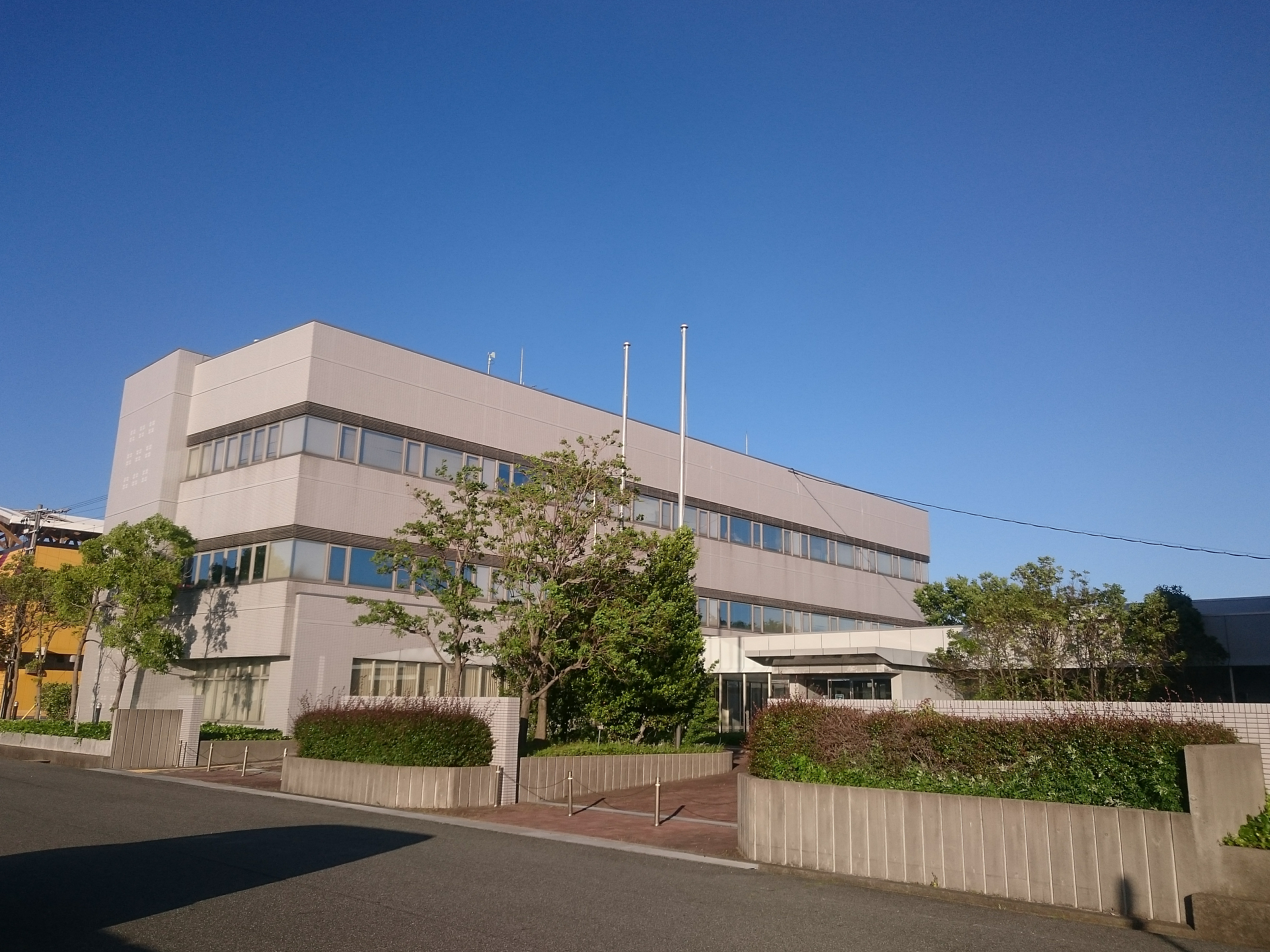
本場（蒲郡市）

愛知県水産試験場（あいちけんすいさんしけんじょう、Aichi Fisheries Research Institute）は、愛知県における水産業の研究・指導を目的として設置された愛知県立の研究所。本場は愛知県蒲郡市にあり、4つの分場を持つ。試験対象地域は海面分野が三河湾と伊勢湾。そのため、三重県水産研究所との連携が強い。

## 概要
「愛知県水産試験場」として1894年（明治27年）5月に幡豆郡一色町に設置。日本の地方自治体の水産試験場では、一番歴史が古い。

## 組織
組織の長は場長および所長である。
- 本場（愛知県蒲郡市三谷町若宮）
  - 管理課  -  庶務担当
  - 企画情報部・企画普及グループ - 企画部門では試験研究の企画調整、情報管理、報告書やウエブサイトなどによる試験研究成果の公報などを、普及部門では，技術及び知識の普及活動を行う
  - 漁場環境研究部・漁場環境研究部漁場保全グループ - 赤潮・青潮・貧酸素水塊の発生のしくみと、その被害防止に関する基礎研究。およびプランクトンによる貝類毒化の研究を行う。水質調査船を保有。
  - 漁場環境研究部・漁場改善グループ - 海水浄化機能を持ち、多くの魚介類幼稚仔が育つ場である藻場。干潟の保全と造成技術の研究や、底質改良技術の研究を行っている。1999年度に完成したエコシステム実験棟において、人工干潟や人工藻場関連の試験を開始。

- 漁業生産研究所（愛知県知多郡南知多町大字豊浜字豊浦）
  - 海洋資源グループ - 資源の持続的な有効利用を図るための技術に関する研究を行う。漁業調査船による観測や、人工衛星画像から海況をモニタリングし、マアナゴやイカナゴ、ヤリイカなど主要魚種の分布状況や生活史を調査する事により、資源を評価してそれに応じた管理手法を開発すると共に、資源維持・培養のため、漁具の改良や魚礁の調査を実施している。
  - 栽培漁業グループ - 魚介類および海藻について、本県の重要な漁獲・養殖対象種を中心に、増養殖に関する基礎研究と応用研究の実施。

- 内水面漁業研究所（愛知県西尾市一色町細川大岡一ノ割）
  - 温水性淡水魚であるウナギとアユ養殖業の経営安定と発展をめざし、ウナギの人工種苗生産の研究、ウナギおよびアユの魚病診断や養殖技術指導を行う。

- 内水面漁業研究所三河一宮指導所（愛知県豊川市豊津町柳不呂）
  - 冷水性淡水魚のマス類養殖の経営安定と向上及び河川漁業の振興を図るため、バイオテクノロジーや育種等の技術を利用して、付加価値の高い養殖品種の生産に関する研究、魚病対策や養殖技術に関する研究、河川漁業の調査・研究等を行う。また1997年に誕生した絹姫サーモンの、安定生産に関する研究も行う。

- 内水面漁業研究所弥富指導所（愛知県弥富市前ヶ須町野方）
  - 鑑賞魚である金魚に関する研究や普及活動。（分場とは言え）観賞魚を扱う全国でも珍しい研究機関。

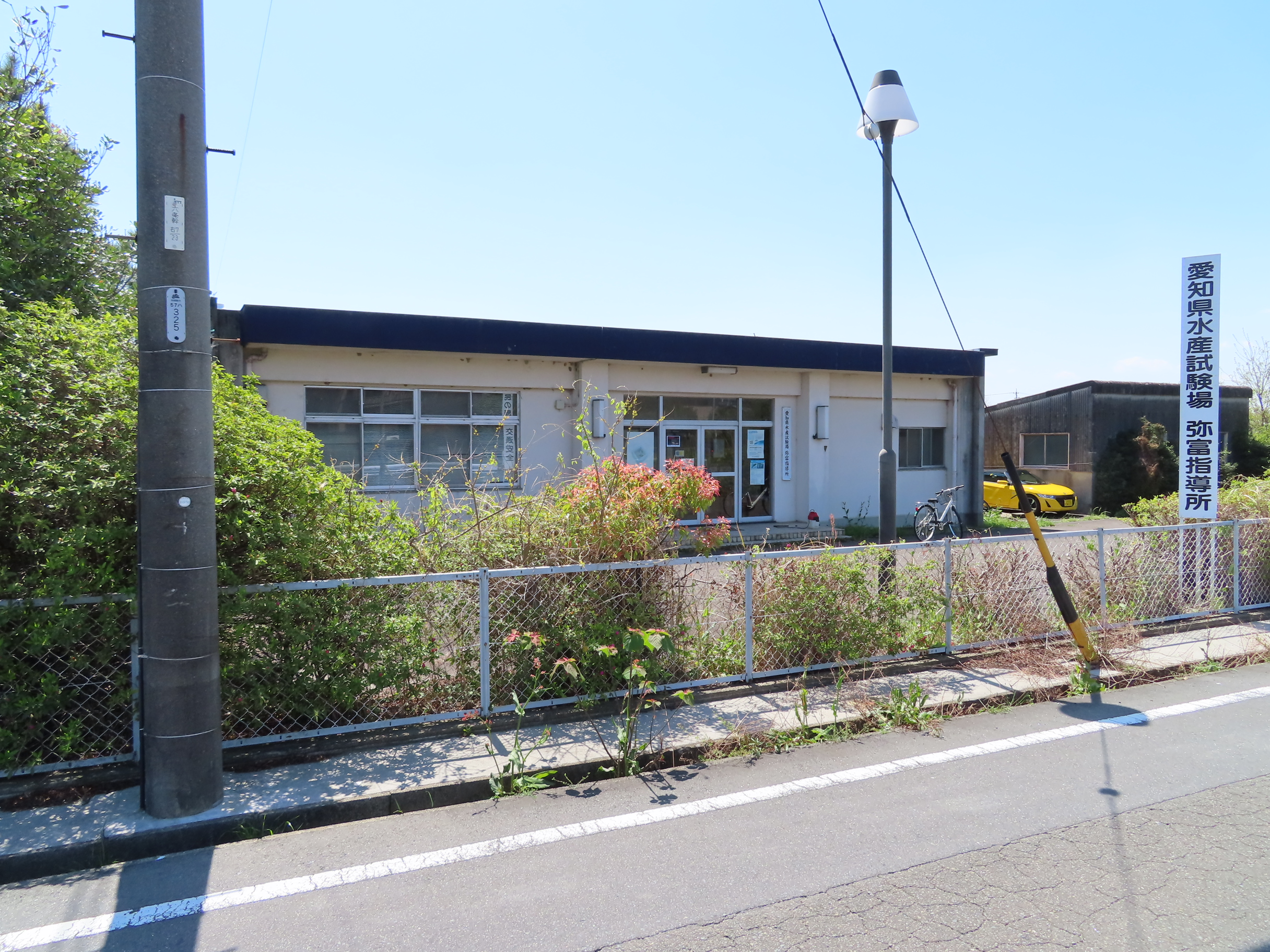
弥富指導所（弥富市）
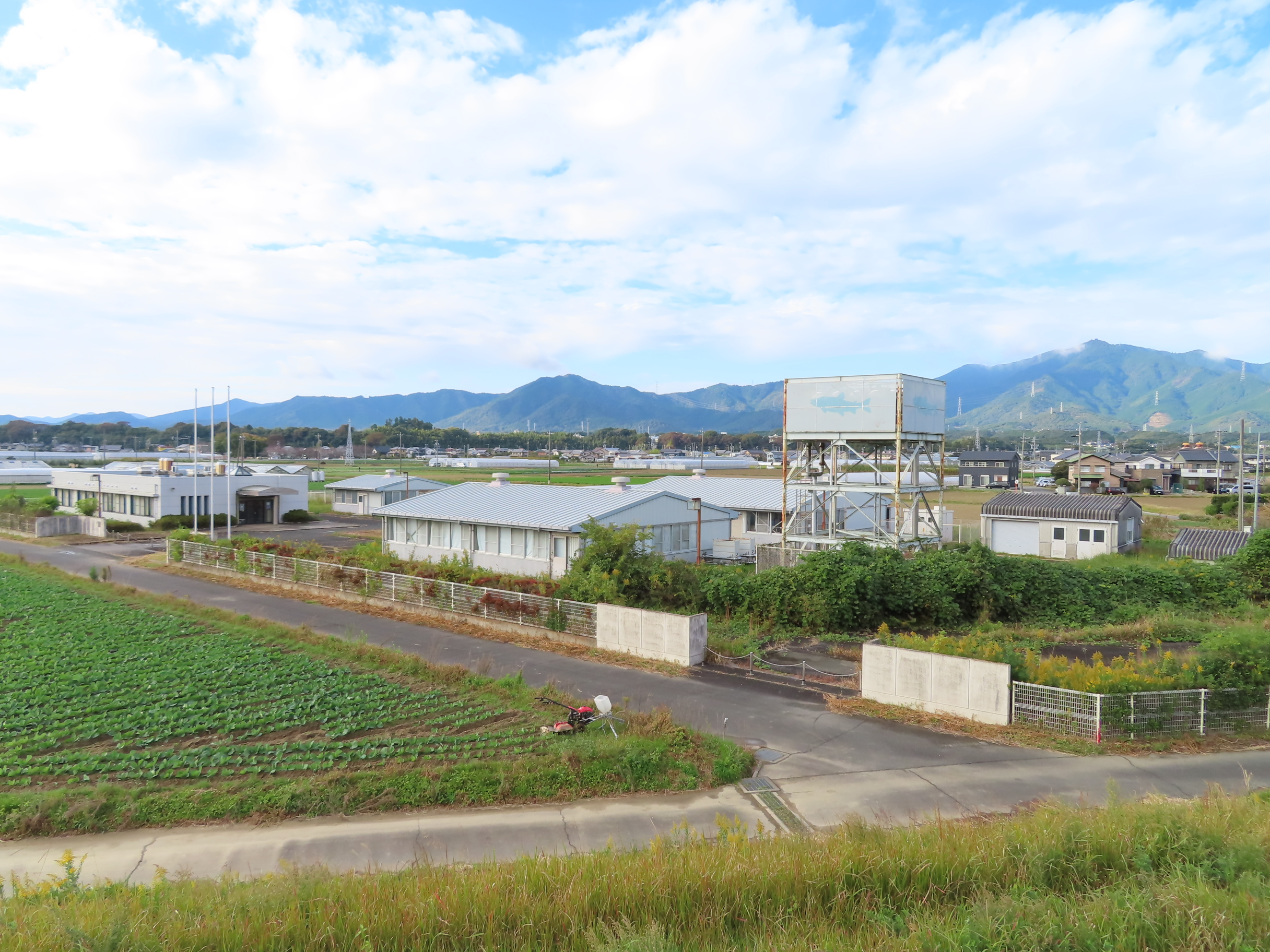
三河一宮指導所（豊川市）
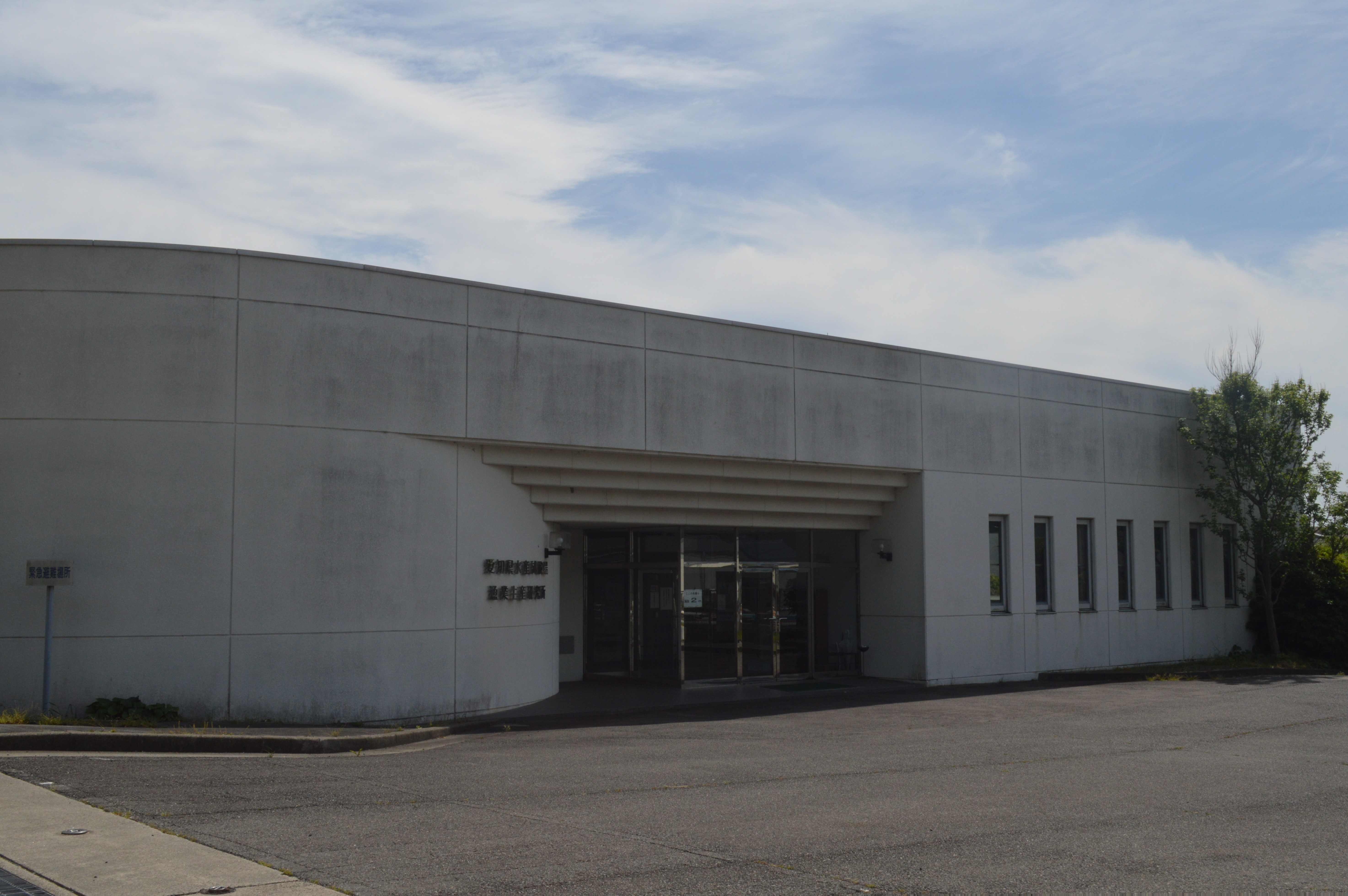
漁業生産研究所（南知多町）

## 沿革

### 施設
- 1894年（明治27年）5月 - 幡豆郡一色町に設置。
- 1936年（昭和11年）1月 - 本場を宝飯郡三谷町（現・蒲郡市三谷町水神町通）に設置
- 1940年（昭和15年）4月 - 水産講習所（現・愛知県立三谷水産高等学校）を本場構内に設置
- 1943年（昭和18年）3月 - 水産講習所を廃止
- 1955年（昭和30年）3月 - 尾張分場を知多郡横須賀町（現・東海市）に、内水面増殖指導所を西加茂郡猿投町（現・豊田市）に設置
- 1963年（昭和38年）4月 - 本場を蒲郡市三谷町若宮に移転。同月、尾張分場を知多郡南知多町豊浜に移転
- 1964年（昭和39年）
  - 5月 - 内水面分場鳳来養魚場を南設楽郡鳳来町に設置。
  - 7月 - 水産種苗供給施設を尾張分場構内に設置
- 1966年（昭和41年）3月 - 漁民研修所を本場構内に設置
- 1969年（昭和44年）4月 - 内水面分場を幡豆郡一色町に移転。
- 1974年（昭和49年）5月 - 内水面分場弥富指導所を、海部郡弥富町（現・弥富市）に設置
- 1987年（昭和62年）3月 - 淡水魚研修棟（ミニ水族館）を内水面分場弥富指導所構内に設置
- 1989年（平成元年）3月 - 尾張分場を改築
- 1993年（平成5年）3月 - 内水面分場にウナギ親魚養成施設等を設置
- 1994年（平成6年）
  - 4月 - 内水面研究所三河一宮指導所（旧・鳳来養魚場）を宝飯郡一宮町に移転。
  - 7月 - 創立100周年記念式典を挙行
- 1999年（平成11年）12月 - エコシステム実験棟を本場構内に設置
- 2000年（平成12年）4月 - 本場を改築

### 船舶
- 1908年（明治41年）12月 - 漁労試験船・愛知丸（19t帆船）を竣工
- 1923年（大正12年）11月 - 初代水産指導船・白鳥丸（70t）を竣工
- 1935年（昭和10年）9月 - 第2代・白鳥丸（270t）を竣工
- 1942年（昭和17年）3月 - 初代漁業試験船・海幸丸（27t）を竣工
- 1952年（昭和27年)  6月- 第2代漁業試験船・海幸丸（37t）を竣工
- 1956年（昭和31年）8月 - 第3代漁業試験船・海幸丸（63t）を竣工
- 1964年（昭和39年）5月 - 第4代漁業試験船・海幸丸（99t）を竣工
- 1971年（昭和46年）11月 - 初代水質調査船・しらなみ（48t）を竣工
- 1978年（昭和53年）3月 - 第5代漁業試験船・海幸丸（89t）を竣工
- 1987年（昭和62年）11月 - 第2代水質調査船・しらなみ（30t）を竣工
- 1990年（平成2年）3月 - 第6代漁業試験船・海幸丸（75t）を竣工

## 主な業績
- 青潮成分実態調査および、毒化原因プランクトンによるアサリ毒化機構の解明 - 本場
- ウナギ人工種苗生産の研究 - 内水面漁業研究所
- バイオテクノロジーによる絹姫サーモンの生産 - 内水面漁業研究所三河一宮指導所
- アルビノリュウキンの作出 - 内水面漁業研究所弥富指導所

## 現在の主要研究対象生物
- アサリ
- シャコ
- イカナゴ
- アナゴ
- ヤリイカ
- 海苔
- クルマエビ
- トラフグ
- アユ
- ウナギ
- 絹姫サーモン
- 金魚

## その他
- 「名古屋名物エビフリャー」は1980年代の『笑っていいとも』放送時でのタモリの発言があるが、愛知県の魚はエビフライに使われるクルマエビである。
- 東に静岡県、西に三重県と言う全国的にも有名な水産県に挟まれる格好で、愛知県の水産業は地味なようだが、アサリ・シャコ・イカナゴ・ウナギ・金魚の生産高は全国首位である。